# Mennoniten alter Ordnung
Die Mennoniten alter Ordnung (englisch: Old Order Mennonites), auch Altmennoniten bzw. Alt-Mennoniten genannt, sind eine Gruppe konservativer Mennoniten schweizerisch-südwestdeutscher Herkunft, die sich im letzten Drittel des 19. Jahrhunderts aus Opposition zu einer zunehmenden Anglisierung und Modernisierung nordamerikanischer Mennoniten gebildet haben.

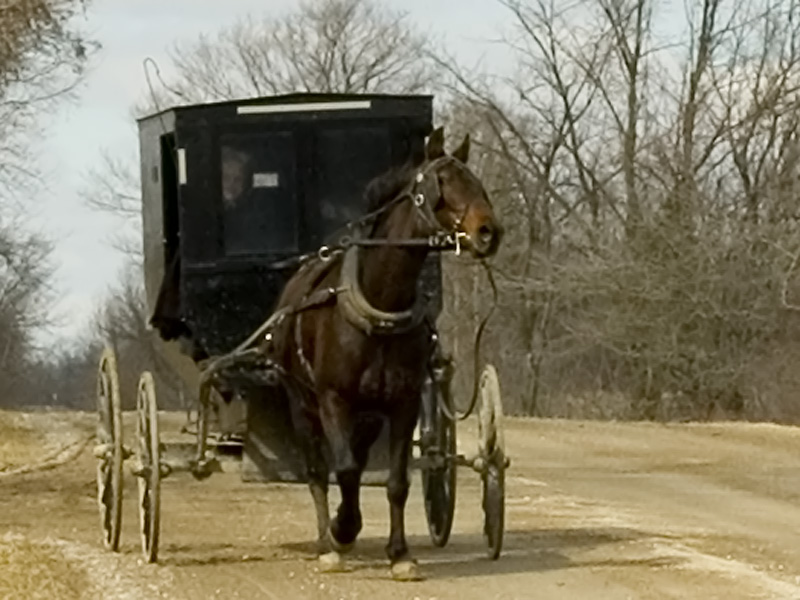
Mennoniten alter Ordnung mit traditioneller Pferdekutsche.

## Geschichte
In der zweiten Hälfte des 19. Jahrhunderts wurde die englische Sprache für viele mennonitische Gemeinden in Nordamerika immer wichtiger, so dass mehr und mehr Gemeinden – beispielsweise in der Predigt – zumindest teilweise zur englischen Sprache übergingen. Hinzu kamen starke Einflüsse der nordamerikanischen Erweckungsbewegungen. Viele Gemeinden öffneten sich für moderne Gottesdienstformen. Auch Sonntagsschulen breiteten sich aus.
Diese Entwicklung traf zunehmend auf Widerspruch bei traditionalistischen Mennoniten, die diesen Sprach- und Kulturwandel als Bedrohung ihres althergebrachten Glaubens ansahen. So kam es zwischen 1872 und 1901 in vier Gebieten in Nordamerika zu einem Auszug der Traditionalisten, die dann eigene Gemeinden gründeten: 1872 in Indiana, 1889 in Ontario, 1893 in Pennsylvania und 1901 in Virginia. Die Konflikte dieser ersten Phase des Auszugs der Traditionalisten drehten sich ganz überwiegend um Fragen der Glaubenspraxis und noch nicht um Fragen, ob bestimmte moderne Techniken erlaubt sein sollen oder nicht. Erst in der darauffolgenden Phase von 1907 bis 1931 waren Fragen, ob etwa das Telefon oder das Auto verboten werden sollen, zentral. Die Spaltungen der zweiten Phase fanden 1907 in Indiana und Ohio, 1917 und 1931 in Ontario und 1927 in Pennsylvania statt und führten zu Gruppen, die vor allem das Auto ablehnten. In Virginia gab es in der zweiten Phase keine Spaltung, da dort das Auto von weiten Kreisen abgelehnt wurde.
Örtlich konzentrieren sich die Mennoniten alter Ordnung in den Vereinigten Staaten im Wesentlichen auf Pennsylvania, wo etwa 40 % von ihnen leben, und in Kanada auf Ontario, wo knapp ein Drittel aller Mennoniten alter Ordnung lebt. In diesen beiden Staaten hatten auch die zahlenmäßig größten Abspaltungen von Traditionalisten stattgefunden. Vor allem in der zweiten Hälfte des 20. Jahrhunderts erfolgte dann in den USA eine Ausdehnung auf andere Staaten, als die, in denen die ursprünglichen Spaltungen stattfanden. Dabei werden neue Siedlungen gegründet, in denen genügend Familien leben, um neue Gemeinden zu bilden. Klassischerweise umfassen Gemeinden 15 bis 35 Familien und 70 bis 200 Menschen. Diese Ausbreitungsbewegung von Mennoniten alter Ordnung hält bis heute an.

## Glaubenspraxis
Wie andere täuferisch-mennonitische Gemeinden praktizieren auch die Mennoniten alter Ordnung ausschließlich die Bekenntnistaufe von Erwachsenen und sehen sich in der Tradition des christlichen Pazifismus. Eine große Rolle spielt bis heute das Dordrechter Bekenntnis von 1632. Kennzeichnend ist eine strikte Gemeindeautonomie.
Viele von ihnen benutzen auch heute noch ausschließlich Pferdekutschen (daher auch der Ausdruck Horse and Buggy Mennonites). Anders als die meisten Amischen versammeln sie sich jedoch zum Gottesdienst in eigenen Gemeindehäusern.

## Selektiver Gebrauch von Technologien

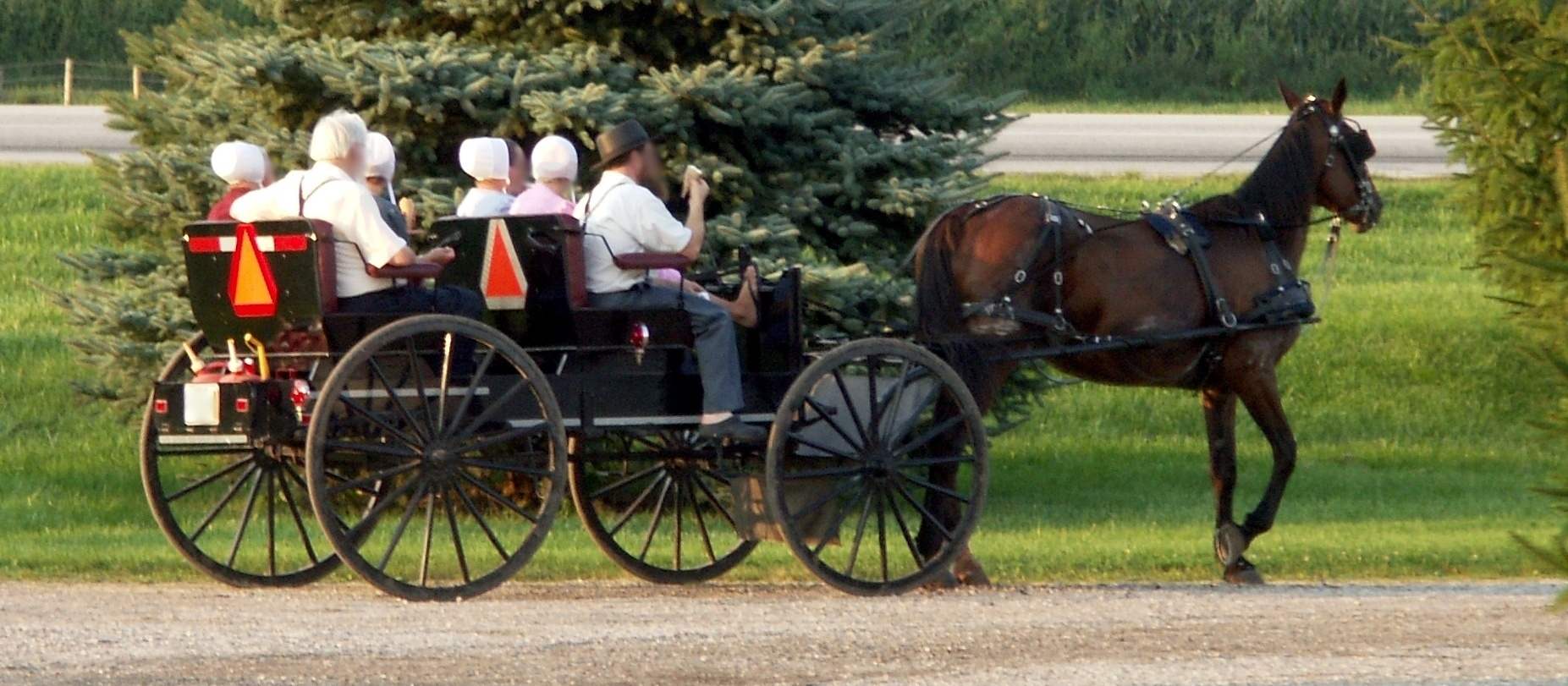
Mennoniten alter Ordnung mit offener Pferdekutsche.

Die Mennoniten alter Ordnung bewerten Technologien danach, ob sie ihrer Gemeinschaft förderlich sind oder nicht. Erst wenn sich erwiesen hat, dass eine Technologie einerseits für ihre Gemeinschaft von Nutzen ist und andererseits den Zusammenhalt der Gemeinschaft nicht gefährdet, wird sie übernommen. Es wurden und werden sogar selbst neue Technologien entwickelt, um den Gefahren anderer Technologie zu entgehen.
Vor allem das Fernsehen wird als Gefahr wahrgenommen, daneben oft auch Radio, Telefon und Internet. Da all diese Technologien auf elektrischen Strom als Energiequelle angewiesen sind, besteht eine Tendenz, alles, was auf Elektrizität beruht, abzulehnen, um so den oben genannten Technologien kein Einfallstor zu bieten. Alternativ hat man Druckluft zu einer Technologie weiterentwickelt, mit der man viele Maschinen und Haushaltsgeräte, etwa Waschmaschinen und Holzbearbeitungswerkzeuge, betreiben kann.
Autos werden von einer Mehrheit der Mennoniten alter Ordnung abgelehnt, weil sie den Bewegungsradius der Menschen stark erweitern und so den starken Bezug auf die eigene Gemeinschaft schwächen. Viele Mennoniten alter Ordnung erlauben zwar Traktoren, jedoch nur mit Stahlreifen, um den Bewegungsradius der Mitglieder der eigenen Gemeinschaft zu begrenzen.
Des Weiteren gilt ein arbeitsreiches Leben als ideal gemäß 1. Mose 3:19: „Im Schweiße deines Angesichts sollst du dein Brot essen“. Müßiggang wird als aller Laster Anfang angesehen, weshalb auf arbeitssparende Technologien verzichtet wird, solange dies wirtschaftlich tragbar ist. Die Vorstellung, dass die oben genannten Gruppen aufgrund von Technophobie moderne Technik ablehnen, beruht auf Unwissen.

## Sprache
In den Gruppen, die noch an Pferd und Wagen festhalten, ist bis heute Hochdeutsch Gottesdienstsprache und Pennsylvaniadeutsch Umgangssprache. In den Gruppen, die Autos benutzen, ist entweder der Prozess des Übergangs vom Pennsylvaniadeutschen zum Englischen voll im Gange oder sogar schon abgeschlossen. Nur die Mennoniten alter Ordnung in Virginia benutzen Pferd und Wagen und sprechen Englisch, da zur Zeit der Abspaltung der Traditionalisten im Jahre 1901 der Übergang zum Englischen schon erfolgt war. Die Noah-Hoover-Mennoniten in Belize sprechen teilweise Plautdietsch als Muttersprache und teilweise Pennsylvaniadeutsch, dazu sprechen die meisten Hochdeutsch, das auch überwiegend im Gottesdienst verwendet wird. Bei den Noah-Hoover-Mennoniten gibt es keine Tendenz, das Deutsche aufzugeben.

## Untergruppen
Die Mennoniten alter Ordnung bestehen heute aus mehreren Untergruppen. Einen gemeinsamen Dachverband gibt es nicht. Regional sind die Gemeinden oft nach führenden Bischöfen benannt, wie Wenger-Mennoniten oder Weaver-Mennoniten. Neben den offiziellen Namen werden im Umgang unter Mennoniten und Amischen meist andere Namen verwendet, die in der Liste unten in Anführungszeichen stehen. Die Reformierten Mennoniten (englisch: Reformed Mennonites) gehören eigentlich nicht zu den Mennoniten alter Ordnung, sondern sind eine Abspaltung aus dem Jahre 1812, also lange bevor es die Mennoniten alter Ordnung gab. Da sie jedoch in einigen Aspekten, etwa der Kleidung, extrem konservativ sind, konservativer als die konservativsten Mennoniten alter Ordnung, sind sie hier mit aufgeführt.
| Name                                                   | Land        | Mitglieder 1993 | Mitglieder 2008/9 | Gemeinden 2008/9 | Gebrauch von Autos | Muttersprache                                |
| ------------------------------------------------------ | ----------- | --------------- | ----------------- | ---------------- | ------------------ | -------------------------------------------- |
| Groffdale Conference Mennonite Church, "Wenger"        | USA         | **5.464         | 10.000            | 50               | Nein               | Pennsylvaniadeutsch                          |
| Weaverland Mennonite Conference, "Horning"             | USA         | *4.767          | 7.100             | 40               | Ja                 | Pennsylvaniadeutsch, Übergang zum Englischen |
| Ontario (Old Order) Mennonite Conference, "Woolwicher" | Kanada      | 2.200           | 3.200             | 36               | Nein               | Pennsylvaniadeutsch                          |
| Markham-Waterloo Mennonite Conference                  | Kanada      | 1.106           | 1.400             | 12               | Ja                 | Englisch                                     |
| Stauffer-Mennoniten, "Piker"                           | USA         | ****700         | 1.300             | 13               | Nein               | Pennsylvaniadeutsch                          |
| Ohio-Indiana Mennonite Conference, "Wisler"            | USA         | *637            | 925               | 7                | Ja                 | Englisch                                     |
| Orthodoxe Mennoniten, "Gorries"                        | USA, Kanada | ***220          | 650               | 8                | Nein               | Pennsylvaniadeutsch                          |
| Noah-Hoover-Mennoniten                                 | USA, Belize | 300             | 575               | 8                | Nein               | Pennsylvaniadeutsch, Plautdietsch, Englisch  |
| David-Martin-Mennoniten                                | Kanada      | ***400          | *****500          | 6                | Nein               | Pennsylvaniadeutsch                          |
| Virginia Old Order Mennonite Conference                | USA         | ****400         | 500               | 4                | Nein               | Englisch                                     |
| Reidenbach-Mennoniten, "Thirty Fivers"                 | USA         | 300             | 375               | 10               | Nein               | Pennsylvaniadeutsch                          |
| Reformierte Mennoniten                                 | USA, Kanada | 346             | 300               | 12               | Ja                 | Englisch                                     |
| John-Dan-Wenger-Mennoniten                             | USA         | 250             | 300               | 1                | Nein               | Englisch                                     |
|                                                        | Total       | 17,090          | 27,075            | 206              |                    |                                              |

 * 1994, ** 1992, *** Schätzung, **** Schätzung für 1990, ***** Diese Zahl von Kraybill ist höchstwahrscheinlich nicht korrekt und sollte eher um 1.000 liegen

## Mitglieder und Gesamtzahl
Die Anzahl der getauften Mitglieder der Mennoniten alter Ordnung wurde im Jahr 2008/9 auf etwa 27.000 in etwa 200 Gemeinden geschätzt, wovon etwa 17.000 Mitglieder von Gruppen waren, die Autos ablehnen und etwa 10.000, die Autos zulassen. Die gesamte Zahl der Mennoniten alter Ordnung, einschließlich der Kinder, Jugendlichen und noch ungetauften jungen Erwachsenen beträgt etwa 60.000 bis 70.000 Menschen.

## Ähnliche Gruppen
In vielen Bereichen stehen die Mennoniten alter Ordnung den Amischen und den Altkolonier-Mennoniten nahe. Mit den Amischen verbindet sie die gemeinsame schweizerisch-südwestdeutsche Herkunft, oft noch die gemeinsame Sprache Pennsylvaniadeutsch, die gemeinsame Tradition schlichter Kleidung („Plain dress“), des Kutschen- und Hausbaus, sowie kulinarische und weitere volkstümliche Traditionen. Äußerlich sehr traditionsbewusste Mennoniten alter Ordnung, wie etwa die Noah-Hoover-Mennoniten oder die Orthodoxen Mennoniten, bewegen sich, was Kleidung und andere Aspekte ihrer materiellen Kultur angeht, innerhalb des Spektrums, das von den verschiedenen amischen Gruppen gebildet wird. Die Traditionalisten unter den Schwarzenau Brethren (die Old German Baptist Brethren) teilen ebenfalls noch viele volkstümliche Traditionen, wie beispielsweise Kleidungstraditionen, mit den Mennoniten alter Ordnung.
Traditionelle Russlandmennoniten, allen voran die mennonitischen Altkolonier, haben zwar einen sehr ähnlichen Glauben und eine ähnliche Glaubenspraxis, stammen aber ursprünglich aus den Niederlanden und Norddeutschland und sprechen daher einen niederdeutschen Dialekt, Plautdietsch, und haben andere Volkstraditionen, was beispielsweise die Kleidung, die Kutschen, die Siedlungsweise und anderes angeht.
Die Hutterer, die aus dem südöstlichen, bayerisch-österreichischen Bereich des deutschen Sprachgebiets stammen, leben im Gegensatz zu den oben genannten Gruppen in Gütergemeinschaft nach dem Vorbild der Urgemeinde und haben wesentlich weniger Beschränkungen, was moderne Technik angeht. Im Wesentlichen gibt es Beschränkungen von modernen Kommunikationstechnologien. Was die Sprache (Hutterisch) und ihre Volkstraditionen angeht, sind die Hutterer bairisch-österreichisch geprägt.
Als Altmennoniten werden zum Teil auch Gemeinden der auf Samuel Fröhlich zurückgehenden Bewegung der Neutäufer in Südwestdeutschland und in der Schweiz bezeichnet.